# Commercial Radio Hong Kong
Commercial Radio Hong Kong of CRHK is een van de twee commerciële radiostations van Hongkong. CRHK is op 26 augustus 1959 door George Ho Ho-Chi opgericht. Het hoofdkantoor bevindt zich in Kowloon Tong, Hongkong. CRHK gebruikt drie zendkanalen: op de twee FM-kanalen is de voertaal Standaardkantonees; op AM 864 is de voertaal Engels. CRHK heeft programma's die kritiek leveren op communisme, staatscensuur, Volksrepubliek China, slechte politieke en sociale omstandigheden in Hongkong enzovoort, waardoor het station door de staat goed in de gaten wordt gehouden en er soms druk op de radiopresentatoren wordt gelegd.
Sinds de overdracht van Hongkong aan China in 1997 zijn er zorgen over de vrijheid van meningsuiting. Drie programmapresentatoren, die bekendstonden om hun kritische kijk op de sociale en politieke omstandigheden in Hongkong, stopten in 2004 opeens. Albert Cheng Jing-Han vertelde in juli dat jaar dat zijn radioprogramma sinds april 2004 niet door Volksrepubliek China werd getolereerd en dat hij door de overheid onder druk werd gezet. Een andere bekende presentator, Raymond Wong Yuk-Man, stopte met zijn programma, omdat hij vreesde voor de veiligheid van zijn familie. Maar een paar maanden later keerde hij weer terug. Allen Lee Peng-Fei, die Cheng Jing-Han verving, vertelde op 19 mei 2004 te gaan stoppen, omdat hij ook onder druk stond om geen kritische politieke dingen te vertellen.

## Radiozenders
- FM 881
- FM 903
- AM 864